# Carl Cox

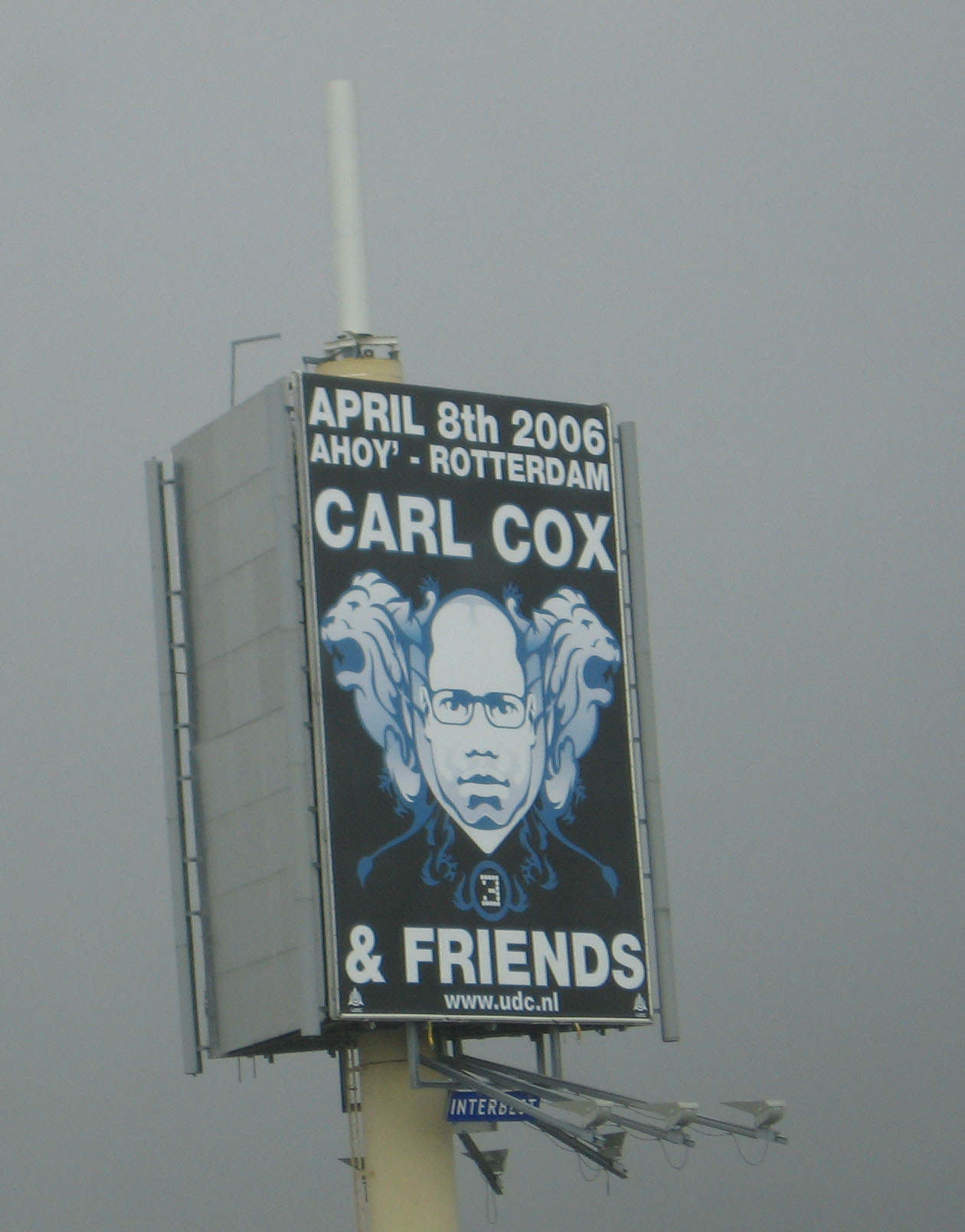
Werbung für Carl Cox in den Niederlanden

Carl Cox (* 29. Juli 1962 in Oldham, England) ist ein britischer Techno und House-DJ und -Musiker. 1997 wurde er vom britischen Magazin DJ Mag als bester DJ der Welt ausgezeichnet.

## Werdegang
Cox wuchs mit der Musik von Maceo Parker und James Brown auf. Die Funk-Rhythmen beeinflussten ihn maßgeblich. Schon früh begann er, mit Plattenspielern und Schallplatten zu experimentieren. Als Ende der 1970er die erste Hip-Hop-Welle aus den USA kam, stieg Cox darauf ein, wechselte dann aber im Verlauf der 1980er mehr und mehr in den Bereich der elektronischen Musik und schließlich zu Techno.
Sein Markenzeichen als DJ ist, dass er bei seinen Gigs meist drei anstatt wie gewöhnlich zwei Plattenspieler benutzt.
Seit einigen Jahren betreibt Carl Cox auch eigene Veranstaltungen. In der Sommersaison auf Ibiza bespielte er bis zur Schließung des Clubs im Jahre 2016 den Dienstagabend in der Diskothek Space, an dem er verschiedene DJs einlud.
Sein Mix-Album F.A.C.T. (erschienen im Oktober 1995) gilt als die erste Mix-CD eines DJ und verkaufte sich über 200.000 mal weltweit. Dies brachte ihm in England Silber für das meistverkaufte Underground Dance Album dieser Ära ein. Dadurch stieg er vom englischen Rave-DJ zum international bekannten Techno- und Dance-DJ auf. 2006 erschien eine Neuauflage des Mix-Albums als Gold Edition.
Cox spielt in dem britischen Film Human Traffic den Clubbesitzer Pablo Hassan.
Am 3. November 2007 fand bei einem Auftritt Cox’ in einem Club in Caracas, Venezuela, eine Schießerei statt – vier Menschen wurden getötet und fünf verletzt. Im Internet wurde ein Video des Geschehens und den Reaktionen von Cox veröffentlicht. Außerdem äußerte er sich sichtlich betroffen auf seiner Website.

### Carl Cox Motor Sport
Seit 2013 betreibt Cox den nach ihm benannten Rennstall „Carl Cox Motor Sport“, der unter anderem Michael Dunlop bei der Tourist Trophy sponsert.
2017 gewann Dunlop auf der Cox-Suzuki das wichtigste „Senior Race“ und fuhr die schnellste Zeit der Woche.

## Diskografie
- 1991: I want you (forever)
- 1995: F.A.C.T. (UK: Silber)[3]
- 1996: At the End of the Cliche
- 1997: F.A.C.T. II
- 1999: Phuture 2000
- 2001: F.a.C.T. Australia
- 2002: Global
- 2003: Mixed live – 2nd Session; Phuture 2000; F.a.C.T. – Australia II
- 2004: Pure Intec; Back to Mine
- 2005: Carl Cox & Friends 2004 Live; Second Sign; Carl Cox at Space 2005; Carl Cox at Space 2006
- 2006: F.A.C.T (Gold Edition)
- 2007: Carl Cox – King of Clubs at Space
- 2008: Carl Cox – Carl Cox and Friends at Space; Dance Valley 2008 – Carl Cox Live
- 2011: All Roads Lead To The Dancefloor
- 2013: Pure Intec Two (Mixed by Carl Cox & Jon Rundell)
- 2013: All Roads Lead To The Dancefloor (Remixes)